# Nova City
Nova City  est un ensemble de gratte-ciel résidentiel construit en Chine à Macao dans l'arrondissement de Taipa en 2006, 2007, 2008.
Il est composé de 13 immeubles ;
- Tower 5, 128 m, 37 étages, 2006
- Tower 7, 128 m, 37 étages, 2006
- Tower 9, 128 m, 37 étages, 2007
- Tower 11, 128 m, 37 étages, 2007
- Tower 13, 128 m, 37 étages, 2008
- Tower 15, 128 m, 37 étages, 2008
- Tower 4, 80 m, 23 étages, 2006
- Tower 6, 80 m, 23 étages, 2006
- Tower 8, 80 m, 23 étages, 2006
- Tower 10, 80 m, 23 étages, 2007
- Tower 12, 80 m, 23 étages, 2007
- Tower 14, 80 m, 23 étages, 2008
- Tower 16, 80 m, 23 étages, 2008